# Anthophora porphyrea
Anthophora porphyrea là một loài Hymenoptera trong họ Apidae. Loài này được Westrich mô tả khoa học năm 1993.